# Regenboogbank

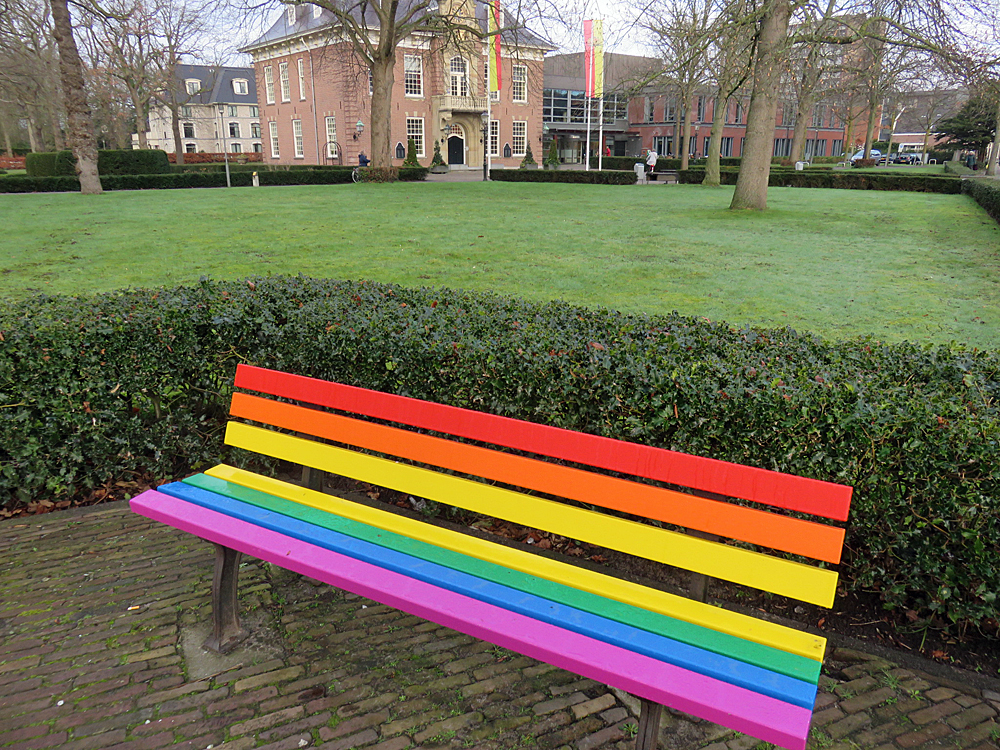
Regenboogbankje bij het gemeentehuis van Heemstede

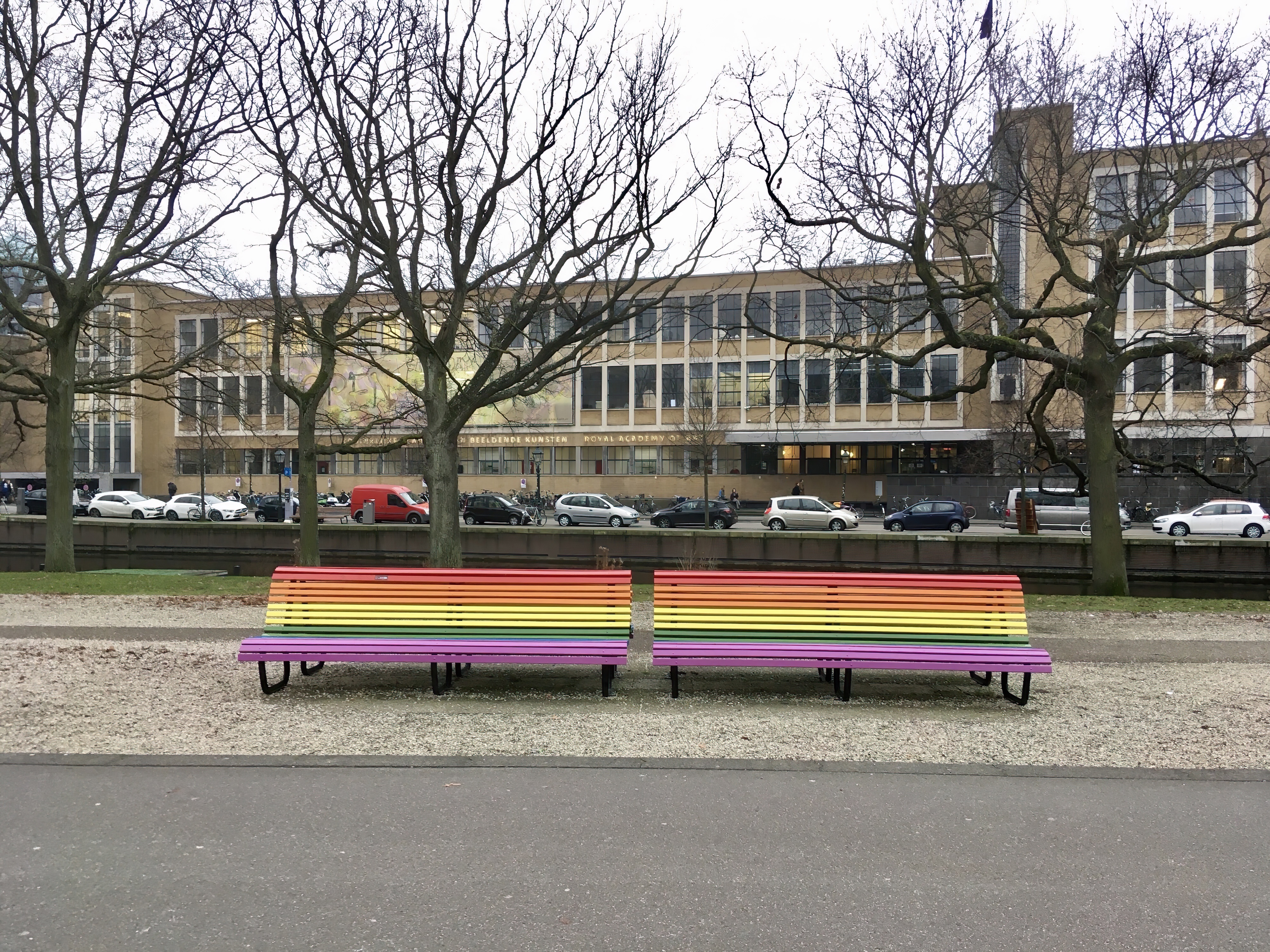
De regenboogbanken in Den Haag

Een regenboogbank is een zitbank in de openbare ruimte die geverfd is in de kleuren van de regenboogvlag van de lhbt+-beweging. De functie is vergelijkbaar met die van een regenboog(zebra)pad en een homoverkeerslicht, namelijk om aandacht te vragen voor diversiteit en acceptatie van lhbt'+ers.
Een regenboogbank bestaat doorgaans uit een metalen frame met houten planken die horizontaal of verticaal in regenboogkleuren zijn geverfd. In meerdere gemeentes werd een regenboogbank onthuld ter gelegenheid van de jaarlijkse Coming-Outdag op 11 oktober.

## Nederland
In Nederland zijn er regenboogbanken in onder meer de volgende plaatsen:
- Alkmaar: hier werd in december 2021 langs de Bierkade een wat meer artistiek vormgegeven regenboogbank geplaatst.[1]
- Alphen aan den Rijn: in november 2022 werd naast het raadhuis een regenboogbank geplaatst die een dag later al beklad werd.[2] In 2025 wil de gemeente Alphen aan den Rijn in alle wijken en dorpen in totaal 16 regenboogbankjes plaatsen. Het bankje dat in juli 2025 in Boskoop werd geplaatst, werd binnen enkele dagen door vandalen zwart geverfd.[3]
- Amsterdam: in december 2021 werd op het Mercatorplein een regenboogbank geplaatst en op Coming-Outdag 2022 werden verspreid over het centrum van de stad nog eens zes regenboogbankjes neergezet.[4][5]
- Boskoop: in juli 2025 werd op de Koninginneweg een regenboogbankje geplaatst, dat
- Den Haag: hier werden in juli 2021 twee regenboogbanken geplaatst bij het Internationaal Homomonument.[6] In juli 2023 werden zeven regenboogbanken geplaatst in het stadsdeel Segbroek, waarmee er in de gemeente Den Haag in totaal 15 regenboogbanken staan.[7]
- Driehuis: een regenboogbankje in deze plaats werd in maart 2024 voor de vierde keer uit de grond getrokken.[8]
- Ede: in maart 2022 werd een deel van een ronde bank in het centrum in regenboogkleuren geschilderd.[9]
- Heemstede: op Coming-Outdag 2019 werd nabij het raadhuis een regenboogbank onthuld en in november 2022 een tweede exemplaar bij de bibliotheek.[10]
- Kollum: in deze Friese plaats werd in mei 2023 een regenboogbankje geplaatst, dat na twee dagen met zwarte verf en leuzen beklad werd.[11] Een dag na een Prideviering in het dorp op 16 juli 2023 werd het bankje voor de derde maal beklad.[12]
- Lutjebroek: in juni 2019 werd bij de Omringlocatie Nicolaas een regenboogbank in gebruik genomen.[13]
- Purmerend: hier werden in oktober 2022 bij het stadhuis twee regenboogbankjes geplaatst, aanvankelijk met de kleur paars in plaats van rood bovenaan.[14]
- Schinnen: op Coming-Outdag 2022 werd ook in deze Limburgse plaats een regenboogbank onthuld.[15] In juni 2023 werd deze bank met zwarte verf beklad en voorzien van homofobe leuzen.[16]
- Wageningen: hier bevindt zich sinds 2019 een tien meter lange bank in regenboogkleuren.[17]
- Zaanstad: in de zomer van 2021 werd in de Rosmolenwijk een picknicktafel in regenboogkleuren geplaatst.[18]

## Elders in de wereld
Ook in steden in het buitenland bevinden zich regenboogbanken in de publieke ruimte, zoals onder meer in Buffalo en Boston in de VS, in Dornbirn en Wenen in Oostenrijk, en in A Coruña en Miranda de Ebro in Spanje.

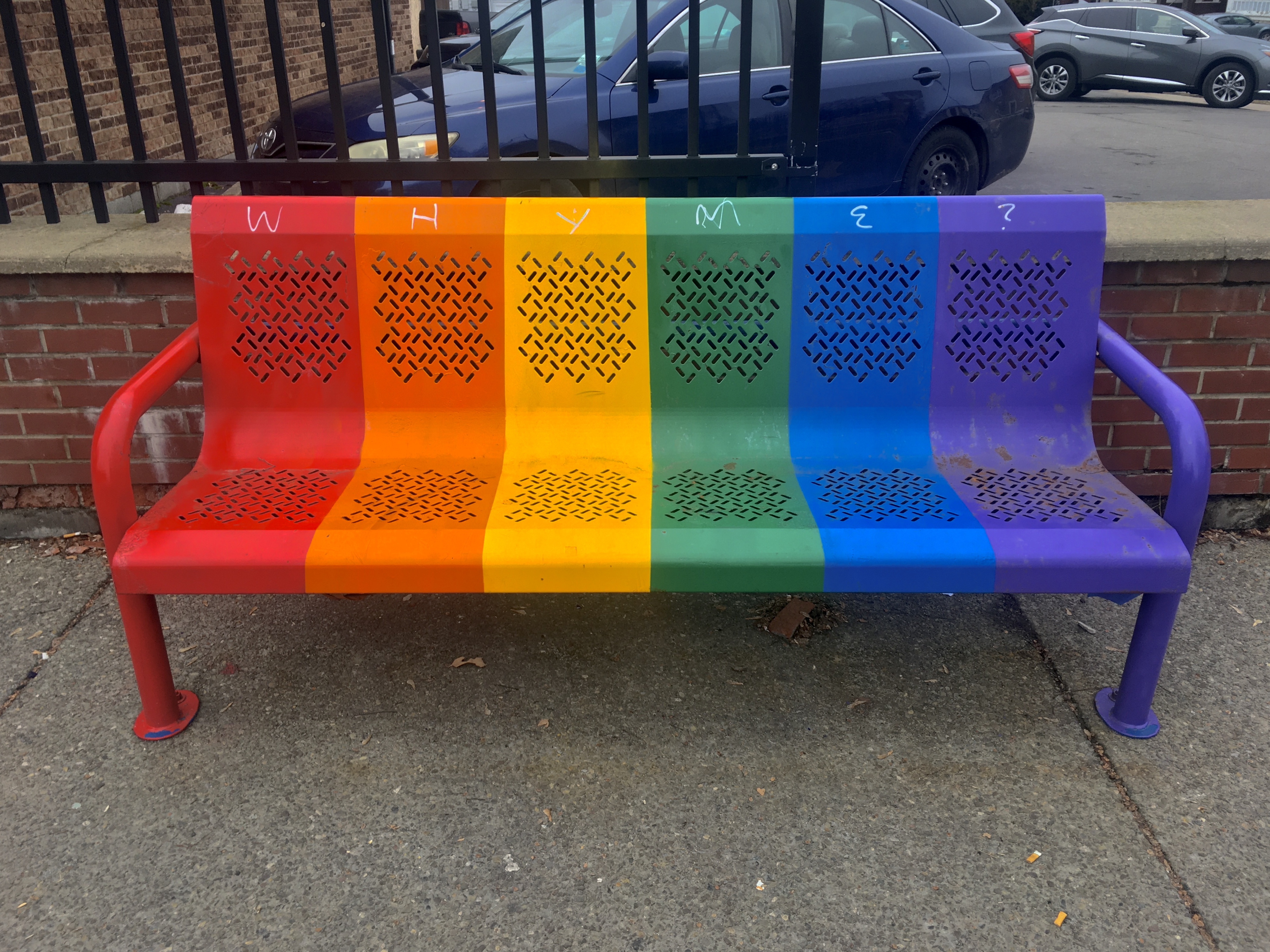
Buffalo, New York
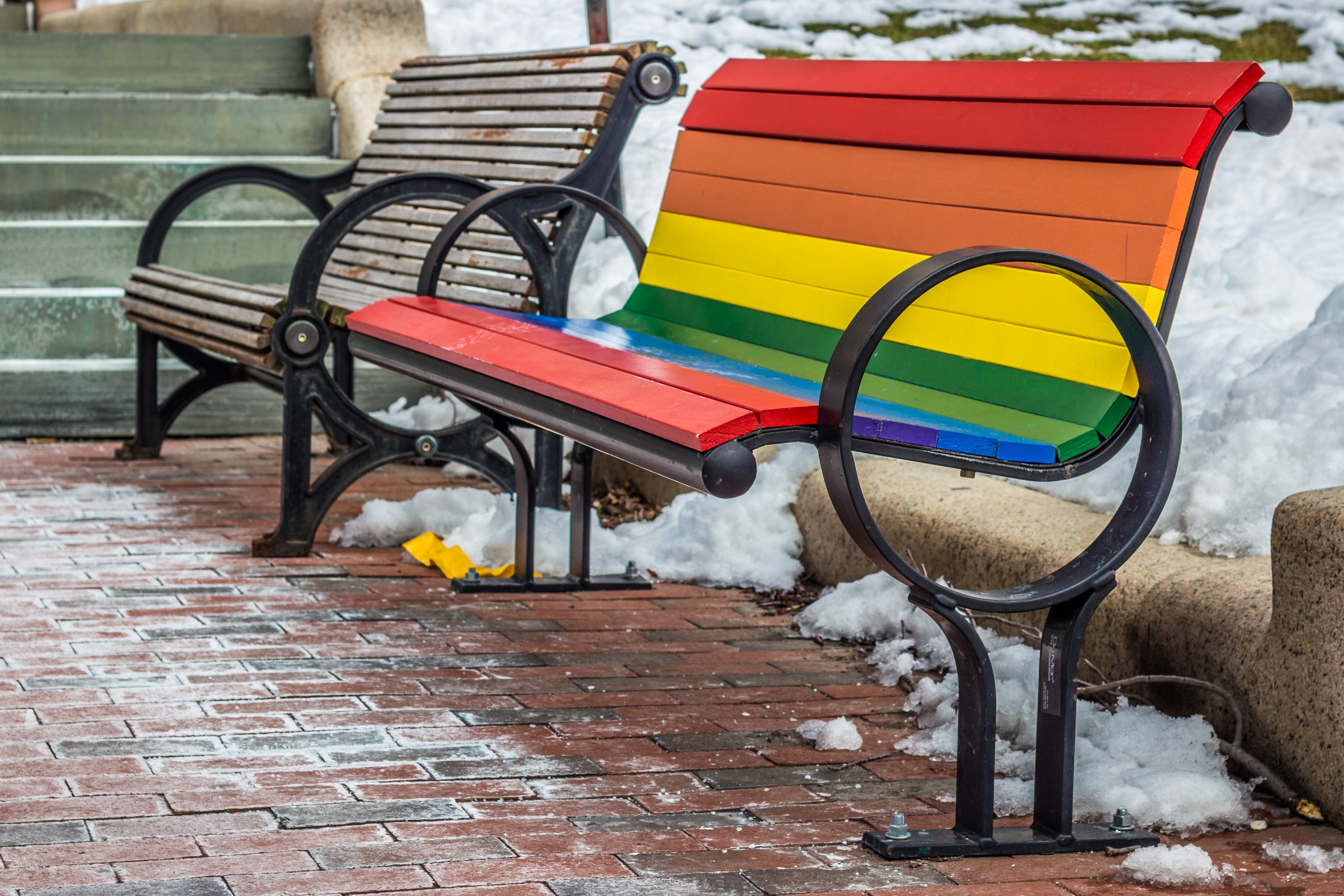
Boston, Massachusetts
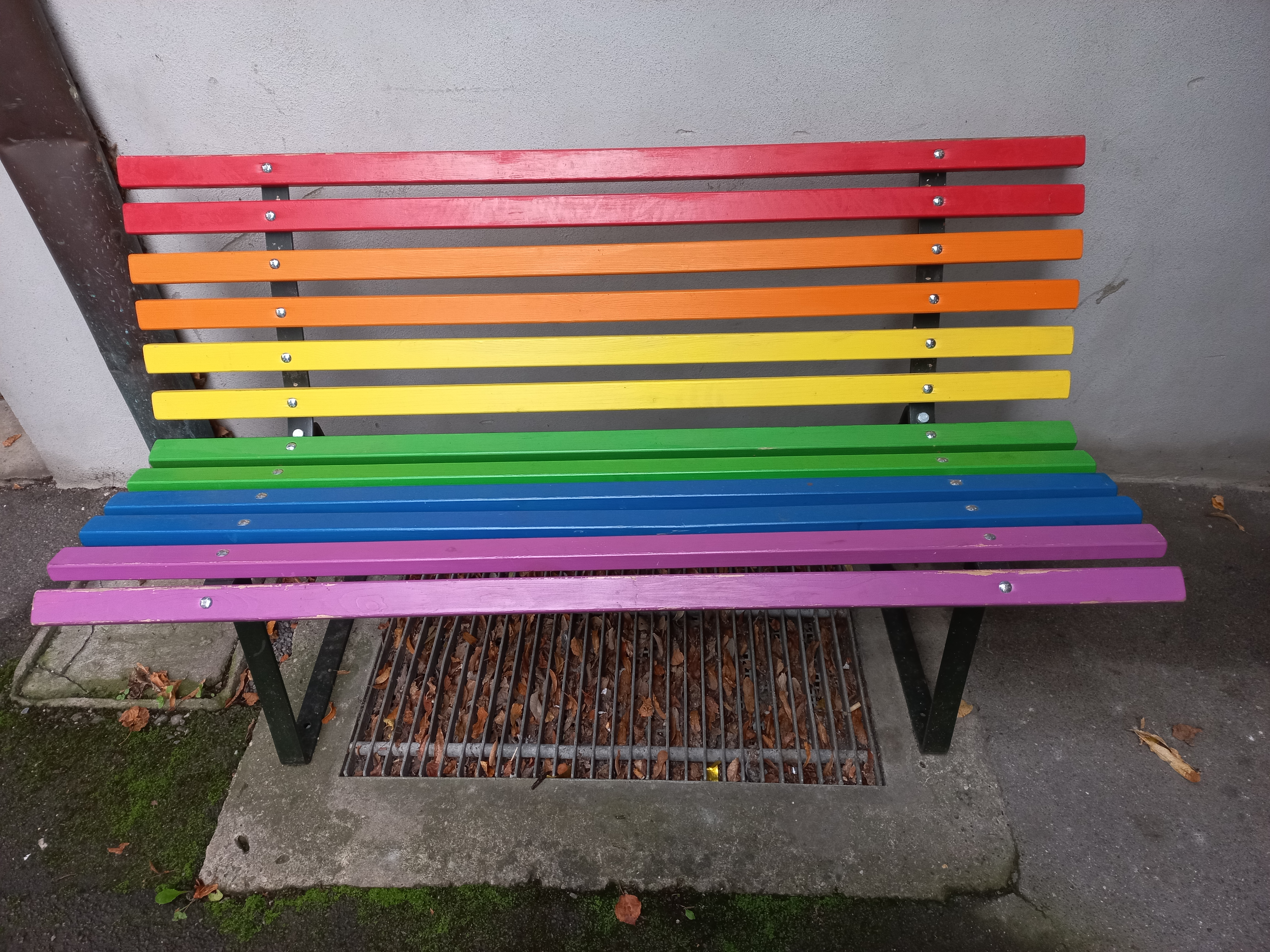
Dornbirn, Oostenrijk
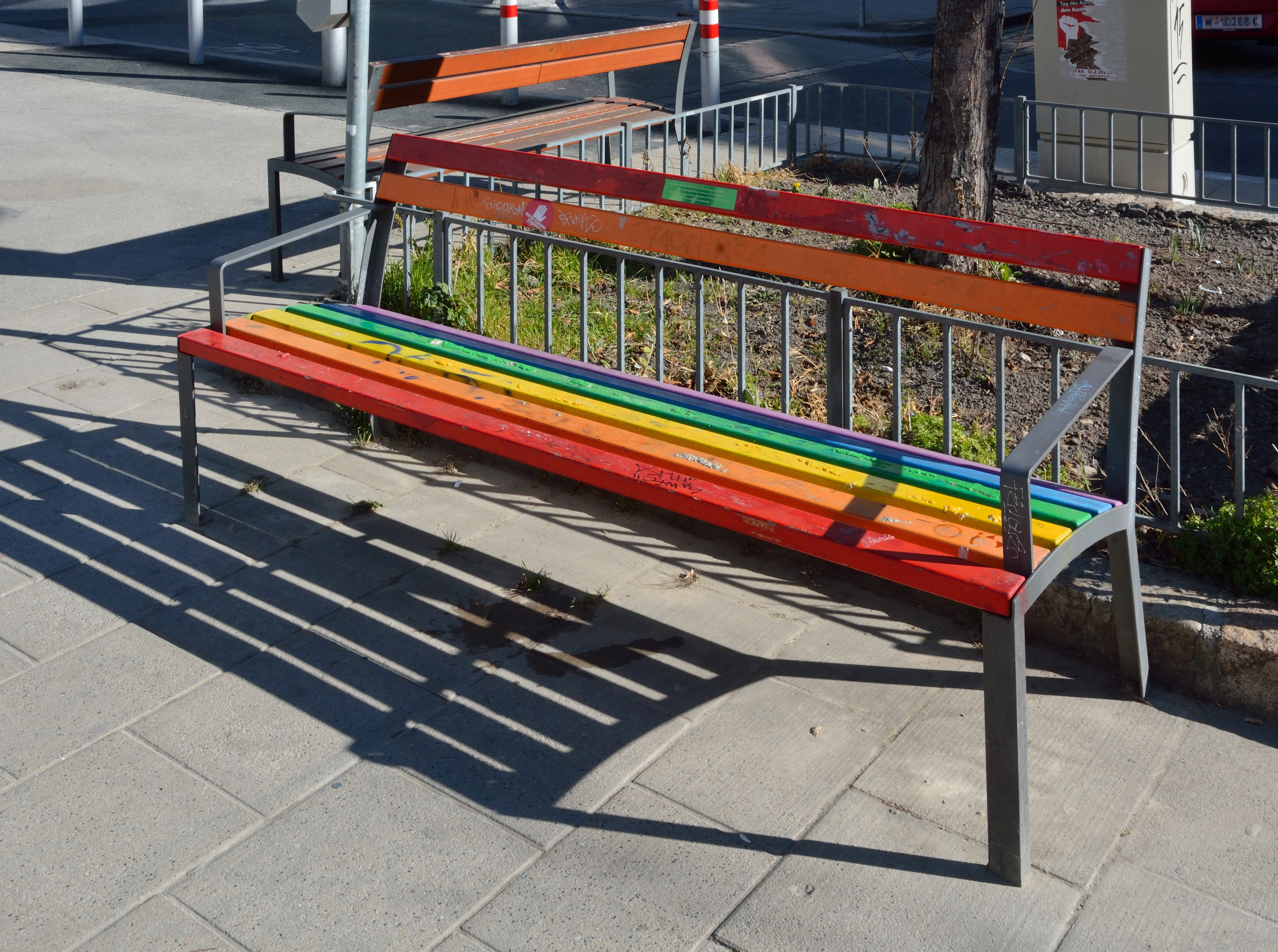
Wenen, Oostenrijk
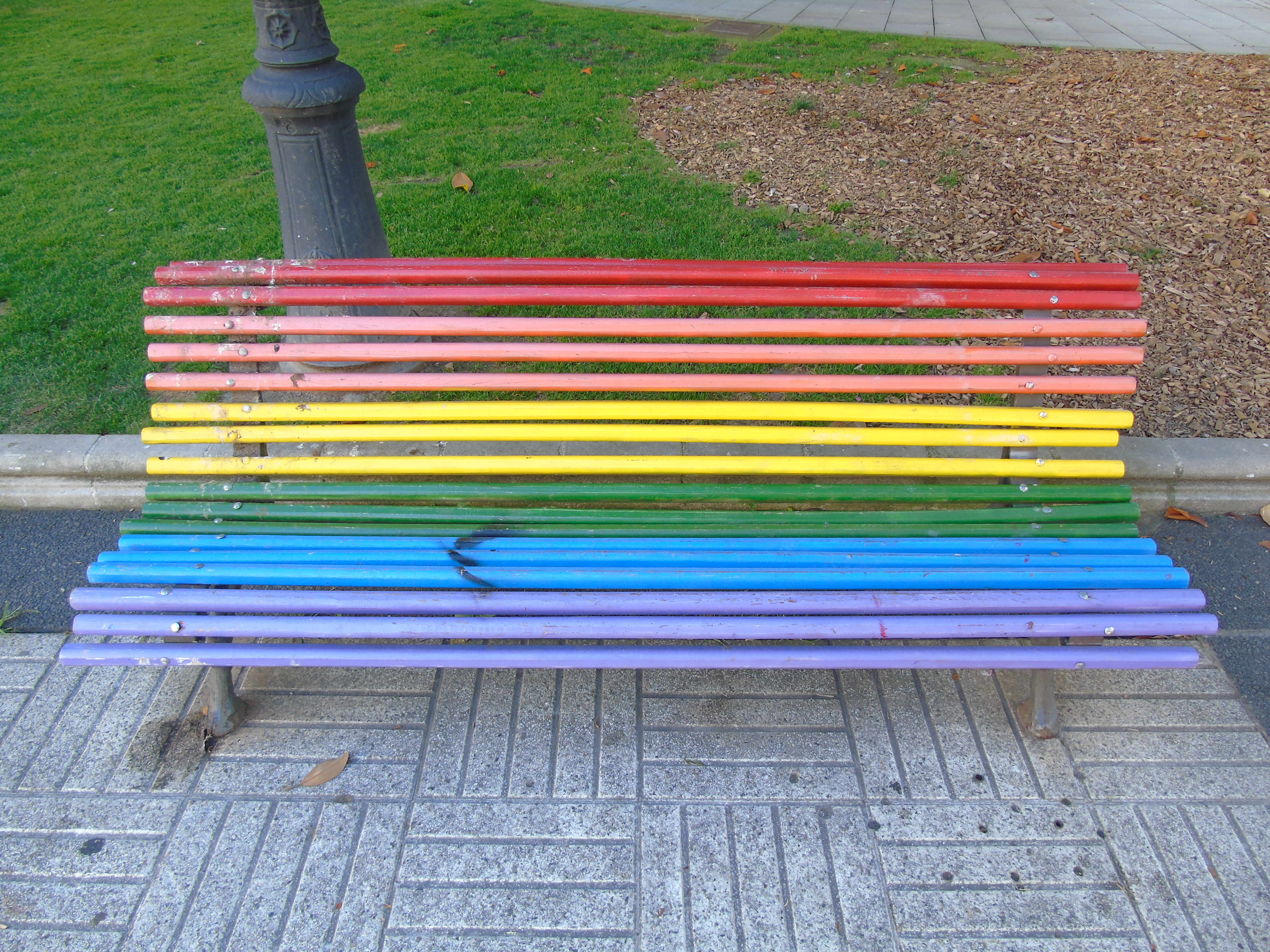
A Coruña, Spanje
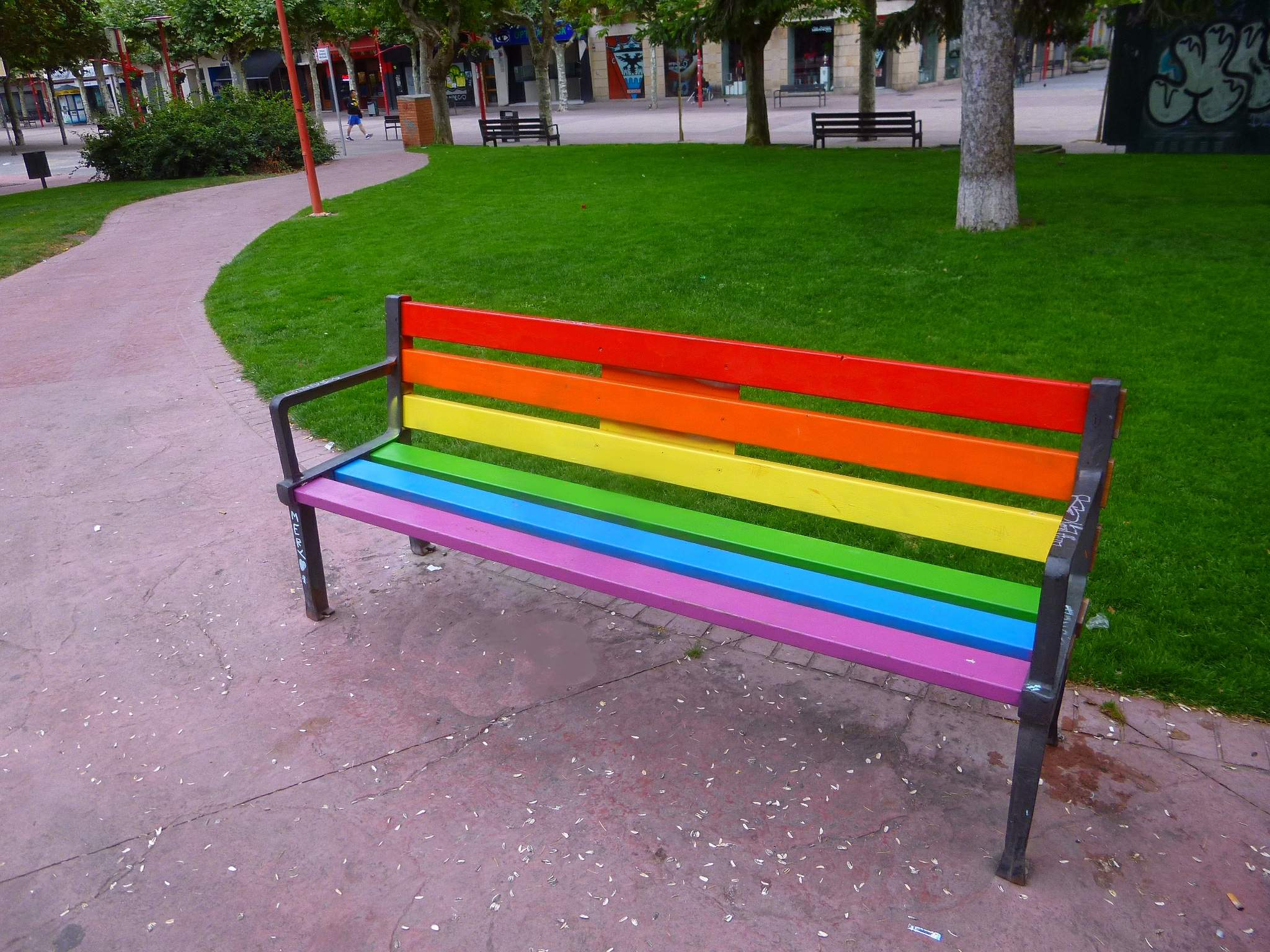
Miranda de Ebro, Spanje